# Копачинская, Патриция Викторовна
Патриция Копачинская (род. 22 марта 1977, Кишинёв, Молдавская ССР) — швейцарская скрипачка. Народная артистка Молдавии (2023).

## Биография
Родилась в музыкальной семье (отец — цимбалист Виктор Копачинский, мать Эмилия — скрипачка, играли в составе ансамбля народной музыки «Флуераш»), в 1989 году эмигрировавшей в Вену. С тринадцатилетнего возраста занималась у музыкального педагога Доры Шварцберг, позже у Бориса Кушнира, и уже в Берне — у Игора Озима. Училась в консерваториях в Вене и Берне.
В ноябре 2007 дала несколько концертов в России (Москва, Тверь, Новосибирск и др.), в 2018 выступила на VI Фестивале «Другое пространство» в Московской филармонии.
Живёт с мужем и дочерью в Берне.

## Репертуар
Исполняет сочинения Дебюсси, Малера, Шёнберга, А. Берга, А. Веберна, М. Равеля, Бартока, Д. Энеску, Стравинского, Прокофьева, В. Лютославского, Д. Лигети, Д. Куртага, Г. Уствольской, Шнитке, Пендерецкого, Т. Мансуряна, Н. Корндорфа, Ф. Караева, Д. Н. Смирнова, Й. Виттенбаха, И. Додерер, Ф. Сая, Бориса Йоффе, Хартмана. Но играет также музыку барокко (Бах, Бибер), романтиков (Бетховен, Шуман, Брамс).

## Критические оценки
Специалисты подчёркивают самобытность творческой манеры Копачинской, её «прихотливо-изменчивый, спонтанный» стиль игры. К этим же качествам музыки апеллирует и сама исполнительница, говоря: «Моим первым учителем был дождь. <…> Ветер научил меня мимолётности момента, ночь — тишине и неожиданности наступления утра». «Артисткой с невероятным диапазоном разных амплуа» назвал Копачинскую критик Илья Овчинников в связи с предпринятым скрипачкой рискованным экспериментом — записью партии голоса в цикле Арнольда Шёнберга «Лунный Пьеро».

## Признание
- Вторая премия в возрастной группе от 18 до 23 лет, в категории «Струнные» на конкурсе «Classica Nova» памяти Шостаковича (Ганновер, 1997)[6].
- Премия «ЭХО-Классик[нем.]» в категории «Ансамбль 20/21 вв.» (2009)[7] .
- Премия Преториуса[нем.] земли Нижняя Саксония в категории Музыкальная инновация (2012)
- Народная артистка Молдавии (13 октября 2023 года) — за плодотворную деятельность в области культуры, выдающиеся успехи в творчестве и высокое профессиональное мастерство, а также за значительный вклад в сохранение и развитие духовных ценностей нации и продвижение имиджа Республики Молдова за рубежом[8]